# Aleksiejewka (rejon chwałyński)
Aleksiejewka (ros. Алексеевка) – osiedle w Rosji, w obwodzie saratowskim, w rejonie chwałyńskim. W 2010 liczyło 1936 mieszkańców.

## Urodzeni
- Władimir Kazancew – radziecki lekkoatleta.
- Wiaczesław Wołodin – rosyjski polityk, przewodniczący Dumy Państwowej Federacji Rosyjskiej.
- Wasilij Trubaczenko – radziecki lotnik wojskowy.